# Aldo Brandolin
Aldo Brandolin (Trieste, 1910 – Medesso Poljo, 22 gennaio 1942) è stato un militare italiano, decorato di medaglia d'oro al valor militare alla memoria nel corso della seconda guerra mondiale.

## Biografia
Nacque a Trieste nel 1910, figlio di Enrico e Angela Bolle. Nel 1929 conseguì il diploma presso il Liceo scientifico della sua città natale, e nello stesso anno fu ammesso a frequentare la Regia Accademia Militare di Artiglieria e Genio di Torino, uscendone con il grado di sottotenente di artiglieria il 1º settembre 1931. Dopo aver seguito il corso di applicazione d'arma nel 1933 fu destinato a prestare servizio presso il 23º Reggimento artiglieria da campagna, e promosso al grado di tenente il 10 gennaio 1938 partì per combattere nella guerra di Spagna partecipando alle operazioni belliche con il 2º Reggimento bersaglieri. 
Rimpatriato a causa di una malattia dopo due mesi, rientrò in servizio presso il 23º Reggimento artiglieria da campagna, fu trasferito in seguito al 152º Reggimento fanteria dove conseguì la promozione a capitano il 1 gennaio 1940. Al comando della batteria di accompagnamento del reggimento entrò in guerra sul fronte jugoslavo il 6 aprile 1941. Cadde in combattimento a Medesso Poljo (Bosnia) il 22 gennaio 1942, durante un'operazione di controguerriglia. Per onorarne il coraggio in questo frangente fu insignito della medaglia d'oro al valor militare alla memoria.
La caserma della 2ª Batteria missili Raytheon MIM-23 Hawk del 5º Reggimento Artiglieria Contraerea a Terzo di Aquileia ha portato il suo nome.

### Fonti
1. 1 2 3 4 5 6 7  Combattenti Liberazione.
2. 1 2  Gruppo Medaglie d'Oro al Valor Militare 1965, p. 9.
3. ↑  Medaglie d'oro al valor militare sul sito della Presidenza della Repubblica
4. ↑  Registrato alla Corte dei conti del 26 febbraio 1945, guerra registro 2, foglio 17.